# Buchenbach (Baden-Württemberg)
Buchenbach is een plaats in de Duitse deelstaat Baden-Württemberg, en maakt deel uit van het Landkreis Breisgau-Hochschwarzwald.
Buchenbach telt 3.128 inwoners.
Au ·
Auggen ·
Bad Krozingen ·
Badenweiler ·
Ballrechten-Dottingen ·
Bötzingen ·
Bollschweil ·
Breisach am Rhein ·
Breitnau ·
Buchenbach ·
Buggingen ·
Ebringen ·
Ehrenkirchen ·
Eichstetten am Kaiserstuhl ·
Eisenbach (Hochschwarzwald) ·
Eschbach ·
Feldberg (Schwarzwald) ·
Friedenweiler ·
Glottertal ·
Gottenheim ·
Gundelfingen ·
Hartheim ·
Heitersheim ·
Heuweiler ·
Hinterzarten ·
Horben ·
Ihringen ·
Kirchzarten ·
Lenzkirch ·
Löffingen ·
March ·
Merdingen ·
Merzhausen ·
Müllheim ·
Münstertal/Schwarzwald ·
Neuenburg am Rhein ·
Oberried ·
Pfaffenweiler ·
Schallstadt ·
Schluchsee ·
Sölden ·
Staufen im Breisgau ·
Stegen ·
St. Märgen ·
St. Peter ·
Sulzburg ·
Titisee-Neustadt ·
Umkirch ·
Vogtsburg im Kaiserstuhl ·
Wittnau